# Lajes da Cevada
Lajes da Cevada é uma elevação portuguesa localizada no concelho da Madalena, ilha do Pico, arquipélago dos Açores.
Este acidente geológico tem o seu ponto mais elevado a 274 metros de altitude acima do nível do mar e encontra-se nas proximidades do Cabeço de Rodrigues Enes, do Cabeço de Cima e das localidades da Criação Velha e do Monte.